# Nicolas Dupuis
Nicolas Dupuis (Moulins, 6 de janeiro de 1968) é um ex-futebolista e treinador de futebol francês.

## Carreira
Dupuis, que atuava como zagueiro, jogou apenas em clubes das divisões menores do futebol francês: FC Souvigny, AS Yzeure, FC Cournon-d'Auvergne, US Beaumont e SA Thiers, onde se aposentou com apenas 26 anos de idade. Em agosto de 1996, assumiu o comando técnico do Yzeure, permanecendo 15 anos no cargo, e voltaria em 2012 para mais 5 anos como técnico dos Auvergnats - entre as passagens como jogador e técnico, foram 682 partidas em todas as competições em que o Yzeure participou.
Em março de 2017, foi escolhido como novo técnico da Seleção Malgaxe, substituindo Auguste Raux. Sob o comando de Dupuis, os Barea obtiveram uma classificação inédita para a para a Copa das Nações Africanas, em 2019, mesmo ano em que foi contratado para assumir o comando técnico do FC Fleury 91, do Championnat National 2 (terceira divisão francesa).